# Gafsa (geslacht)
Gafsa is een geslacht van vliesvleugeligen uit de familie Encyrtidae. De wetenschappelijke naam van dit geslacht is voor het eerst geldig gepubliceerd in 1990 door Thuroczy & Trjapitzin.

## Soorten
Het geslacht Gafsa is monotypisch en omvat slechts de volgende soort:
- Gafsa pappi Thuroczy & Trjapitzin, 1990